# Gianni Vannoni
Gianni Vannoni (Rosignano Marittimo, 25 dicembre 1949 – Firenze, 2 dicembre 2017) è stato uno scrittore italiano.

## Biografia
Laureato in Lettere moderne presso l'Università di Pisa, discutendo la tesi di laurea con il professor Giorgio Candeloro, ha svolto attività di ricerca presso l'Università di Roma e poi di Firenze. Suoi saggi e articoli sono apparsi su riviste, come «Storia e Politica», «Storia contemporanea», «Intervento» e sulla pagina culturale del quotidiano «Il Tempo».
Si è occupato di storia contemporanea e di filosofia, suscitando consensi e critiche. Dopo un lungo soggiorno all'estero, i suoi interessi si sono rivolti all'esoterismo e alla runologia.
Nei Racconti barbari  il tema del viaggio iniziatico viene ripreso dall'idealismo magico di Novalis e riproposto in chiave postmoderna, per narrare il mistero dell'esistenza nella sua inesauribile ricchezza, invece di applicarvi uno schema esplicativo.

## Pubblicazioni
- Introduzione in Sillabo ovvero sommario dei principali errori dell'età nostra, a cura di G. Vannoni, Siena, Edizioni Cantagalli 1977.
- Integralismo cattolico e fascismo: «Fede e ragione», in Autori vari, La Chiesa del Concordato, a cura di F. Margiotta Broglio, Bologna, Il Mulino 1977.
- Massoneria, fascismo e Chiesa cattolica, Roma-Bari, Laterza 1980.
- Le società segrete dal Seicento al Novecento, Firenze, Sansoni 1985.
- As sociedades secretas, Rio de Janeiro, Alves Editora 1988.
- Il codice runico, Firenze, Eumeswil Editrice 2002.
- Iniziazione alla runologia. Meditare con le rune, Roma, Edizioni Mediterranee 2006.
- Rune (plaquette di poesie), Firenze, Pancani 2014.
- Racconti barbari, Bergamo, Silele Edizioni 2015.